# Csillag Születik (harmadik évad)
A Csillag Születik! 3. harmadik évadja 2011. április 2-án indult az RTL-en. Ördög Nóra és Sebestyén Balázs műsorvezetők az X-Faktor első évadának kilencedik döntőjében jelentették be, hogy 2011-ben indul a Csillag Születik! harmadik évada. A jelentkezés 2010. december 11-én kezdődött meg.
Stohl András bírósági ügye miatt nem vállalta a műsor vezetését, emiatt a Z+ zenecsatornáról korábban Alex néven ismert Nagy Sándor lett Ördög Nóra partnere a műsorban.
A műsorban a döntők során már Magyarország szomszédos országaiból is érkezhettek szavazatok, így Horvátországból, Ausztriából, Romániából, Ukrajnából, Szerbiából, Szlovákiából és Szlovéniából is befolyásolhatták a nézők a végeredményt.
A Csillag Születik!  harmadik évadának nyertese 2011. június 4-én László Attila lett.

## A műsor menete

### Válogatók
A válogatók során a korábbiakkal ellentétben a zsűri három „igen” szavazatával is tovább lehet jutni.
| 1. válogató április 2.         | 1. válogató április 2. | 2. válogató április 9. | 2. válogató április 9. | 3. válogató április 16.           | 3. válogató április 16. |
| ------------------------------ | ---------------------- | ---------------------- | ---------------------- | --------------------------------- | ----------------------- |
| Továbbjutó                     | Produkció              | Továbbjutó             | Produkció              | Továbbjutó                        | Produkció               |
| Timi Chen                      | ének                   | Krizbai Teca           | ének                   | Molnár Szabolcs                   | bűvész/mentalista       |
| Búzás Viktor                   | ének                   | Párkányi Kolos         | bűvész                 | Abovo Crew                        | tánc                    |
| Mr. Joe (Horváth József)       | ének                   | Habodász István        | próza- és versmondás   | Czemende zenekar                  | zene                    |
| Farkas György Gyula "Mc Gyufa" | rap                    | Appril Project         | tánc                   | That's All B-Boys Flava           | tánc                    |
| Szabó Ádám                     | harmonika              | Erős Dávid             | ének                   | Kossuth Gergő                     | ének                    |
| Everdance tánccsoport          | tánc                   | Virtuoso együttes      | hegedű                 | Belső Csaba "Mc Tyco"             | rap                     |
| Zoltán és Mercédesz            | tánc                   | László Attila          | ének                   | Csemer Boglárka és Sebestyén Áron | ének és zongora         |
|                                |                        |                        |                        | Gomes-Martins Klaudia             | tánc                    |
|                                |                        |                        |                        | Indygo                            | zenekar                 |
|                                |                        |                        |                        | Dévényi Bálint és Paróczi Lénárd  | művészi teremkerékpár   |

### Középdöntők
A válogatókról továbbjutott 24 versenyzőből az első középdöntőben 12 produkció versenyez az elődöntőbe kerülésért. A 12 előadásból csak 4 jut tovább. A döntés már nem csak a zsűri kezében van, hiszen a versenyzők pontszámát a zsűri értékelése és a nézők szavazatai együttesen adják.
     - A versenyző továbbjutott.

     - Továbbjutott és a zsűri első helyezettje az adásban.
| Versenyzők                        | 1. középdöntő április 23.                 | 1. középdöntő április 23. |
| Versenyzők                        | Produkció                                 | Zsűri értékelése          |
| --------------------------------- | ----------------------------------------- | ------------------------- |
| Buzás Viktor                      | Andrea Bocelli – Ama Credi E Vai          | 24 pont                   |
| That's All B-Boys Flava           | tánc                                      | 23 pont                   |
| Habodász István                   | Az odavarrt szüzesség - vajdasági népmese | 20 pont                   |
| Czemende zenekar                  | Dudám Dudám                               | 17 pont                   |
| Párkányi Kolos                    | bűvésztrükkök                             | 24 pont                   |
| Szabó Ádám                        | harmonika                                 | 32 pont                   |
| Csemer Boglárka és Sebestyén Áron | LGT - Neked írom a dalt                   | 28 pont                   |
| Dévényi Bálint és Paróczi Lénárd  | művészi teremkerékpár                     | 29 pont                   |
| László Attila                     | Máté Péter - Most élsz!                   | 34 pont                   |
| Horváth József "Mr. Joe"          | Joe Cocker - Unchain My Heart             | 32 pont                   |
| Everdance                         | tánc a Boney M. – Sunny feldolgozására    | 29 pont                   |
| Farkas György Gyula "Mc Gyufa"    | rap                                       | 30 pont                   |

| Versenyzők                           | 2. középdöntő április 30.                         | 2. középdöntő április 30. |
| Versenyzők                           | Produkció                                         | Zsűri értékelése          |
| ------------------------------------ | ------------------------------------------------- | ------------------------- |
| Molnár Szabolcs                      | mentalizmus                                       | 23 pont                   |
| Appril Project                       | tánc                                              | 29 pont                   |
| Belső Csaba "Mc Tyco"                | rap                                               | 22 pont                   |
| Nagy-Kuthy Zoltán és Kuthy Mercédesz | quick change                                      | 29 pont                   |
| Kossuth Gergő                        | Oda vagyok magáért....                            | 22 pont                   |
| Virtuoso                             | Michael Jackson - Black or White hegedűn          | 25 pont                   |
| Indygo                               | zenekar                                           | 28 pont                   |
| Gomes-Martins Klaudia                | improvizációs tánc                                | 33 pont                   |
| Krizbai Teca                         | Vak szerelem                                      | 32 pont                   |
| Erős Dávid                           | Britney Spears - Oops! I Did It Again feldolgozás | 20 pont                   |
| Abovo Crew                           | tánc                                              | 28 pont                   |
| Timi Chen                            | Mulan - Reflection /magyar cím: Tükörkép/         | 29 pont                   |

### Döntők

#### Összesített eredmények
- A versenyző továbbjutott.

     - A versenyző kiesett.
| Versenyzők     | 1. döntő május 7. | 2. döntő május 14. | 3. döntő május 21. | 4. döntő május 28. | Finálé június 4. |
| -------------- | ----------------- | ------------------ | ------------------ | ------------------ | ---------------- |
| László Attila  | 5.                | 3.                 | 4.                 | 3.                 | győztes          |
| Appril Project | 1.                | 1.                 | 1.                 | 2.                 | finalista        |
| Krizbai Teca   | 4.                | 7.                 | 4.                 | 4.                 | finalista        |
| Szabó Ádám     | 2.                | 2.                 | 2.                 | 1.                 | finalista        |
| Gomes          | 2.                | 3.                 | 3.                 | kiesett            | kiesett          |
| Everdance      | 8.                | 3.                 | kiesett            | kiesett            | kiesett          |
| Timi Chen      | 6.                | kiesett            | kiesett            | kiesett            | kiesett          |
| Mr. Joe        | kiesett           | kiesett            | kiesett            | kiesett            | kiesett          |

     - A versenyző kiesett.

     - A zsűri első helyezettje az adásban.
| Versenyzők      | 1. döntő május 7.                                    | 1. döntő május 7.                    |
| Versenyzők      | Produkció                                            | Zsűri értékelése                     |
| --------------- | ---------------------------------------------------- | ------------------------------------ |
| Everdance       | tánc                                                 | 27 pont                              |
| Szabó Ádám      | Edward Maya & Vika Jigulina - Stereo Love harmonikán | 33 pont                              |
| László Attila   | Demjén Ferenc - Várj míg felkel majd a Nap           | 31 pont                              |
| Appril Project  | tánc                                                 | 35 pont                              |
| Krizbai Teca    | Piramis - Szállj fel magasra                         | 32 pont                              |
| Timi Chen       | Oláh Ibolya - Magyarország                           | 30 pont                              |
| Gomes           | indiai tánc                                          | 33 pont                              |
| Mr. Joe         | Tom Jones - I'm Alive                                | 30 pont                              |
| Vendégelőadó(k) | Kovácsovics Fruzsina és Varga Viktor                 | Kovácsovics Fruzsina és Varga Viktor |

| Versenyzők      | 2. döntő május 14.                  | 2. döntő május 14.                  |
| Versenyzők      | Produkció                           | Zsűri értékelése                    |
| --------------- | ----------------------------------- | ----------------------------------- |
| Szabó Ádám      | Filmzenék harmonikán                | 34 pont                             |
| Appril Project  | tánc                                | 37 pont                             |
| László Attila   | Rómeó és Júlia - Lehetsz király!    | 33 pont                             |
| Krizbai Teca    | Rihanna - Unfaithful                | 29 pont                             |
| Everdance       | tánc                                | 33 pont                             |
| Gomes           | tánc                                | 33 pont                             |
| Timi Chen       | Lady Gaga - Born This Way           | 30 pont                             |
| Vendégelőadó(k) | Brasch Bence és Veres Róbert "MCDC" | Brasch Bence és Veres Róbert "MCDC" |

| Versenyzők                      | 3. döntő május 21.                         | 3. döntő május 21.                         |
| Versenyzők                      | Produkció                                  | Zsűri értékelése                           |
| ------------------------------- | ------------------------------------------ | ------------------------------------------ |
| László Attila                   | Tabáni István - Gyönyörű szép              | 35 pont                                    |
| Appril Project                  | tánc                                       | 40 pont                                    |
| Szabó Ádám                      | Vivaldi - A négy évszak (Tél)              | 39 pont                                    |
| Gomes                           | Rihanna - Te Amo és Caramel - Lélekdonor   | 36 pont                                    |
| Krizbai Teca                    | ABBA - The Winner Takes It All             | 35 pont                                    |
| Everdance                       | Michael Jackson - They Don't Care About Us | 29 pont                                    |
| László Attila és az Everdance   | Crystal - Két utazó                        | A zsűri nem pontoz.                        |
| Krizbai Teca és Gomes           | Hooligans - Játszom                        | A zsűri nem pontoz.                        |
| Szabó Ádám és az Appril Project | Kaoma - Lambada harmonikán                 | A zsűri nem pontoz.                        |
| Vendégelőadó(k)                 | Vásáry André, Bad Boyz, VV Gigi és VV Béci | Vásáry André, Bad Boyz, VV Gigi és VV Béci |
| Vendégelőadó(k)                 | Ádok Zoli, Farkas Annamari és a 4forDance  |                                            |

| Versenyzők         | 4. döntő május 28.                                           | 4. döntő május 28.                   | Összpont                             |
| Versenyzők         | Produkció                                                    | Zsűri értékelése                     | Összpont                             |
| ------------------ | ------------------------------------------------------------ | ------------------------------------ | ------------------------------------ |
| László Attila      | Bergendy - Mindig ugyanúgy                                   | 35 pont                              | 69 pont                              |
| László Attila      | Horváth Charlie - Könnyű álmot hozzon az éj                  | 34 pont                              | 69 pont                              |
| Appril Project     | tánc                                                         | 36 pont                              | 74 pont                              |
| Appril Project     | tánc                                                         | 38 pont                              | 74 pont                              |
| Szabó Ádám         | Astor Piazzolla - Libertango és Hernádi Judit - Sohase Mondd | 40 pont                              | 78 pont                              |
| Szabó Ádám         | Nikolai Rimski-Korsakov - Le Vol Du Bourdon harmonikán       | 38 pont                              | 78 pont                              |
| Gomes              | Dance Evolution                                              | 29 pont                              | 63 pont                              |
| Gomes              | tánc Katy Perry - E.T. című dalára                           | 34 pont                              | 63 pont                              |
| Krizbai Teca       | Malek Andrea - Gyere, hangolj rám                            | 36 pont                              | 68 pont                              |
| Krizbai Teca       | Elton John - Your Song                                       | 32 pont                              | 68 pont                              |
| Vendégelőadó(k)    | Tabáni István                                                | Tabáni István                        | Tabáni István                        |
| Közös produkció(k) | Gáspár Laci - Hagyd meg nekem a dalt                         | Gáspár Laci - Hagyd meg nekem a dalt | Gáspár Laci - Hagyd meg nekem a dalt |

### Finálé
A Fináléban a zsűri már csak jelképesen értékeli a produkciókat, mivel a zsűri szavazata nem befolyásolja a végső eredményt.

     - Győztes

| Versenyzők      | Finálé június 4.                                         | Finálé június 4.                                   | Finálé június 4.                                   |
| Versenyzők      | Produkció                                                | Zsűri értékelése                                   | Helyezés                                           |
| --------------- | -------------------------------------------------------- | -------------------------------------------------- | -------------------------------------------------- |
| Szabó Ádám      | sztárvendége: A 100 Tagú Cigányzenekar                   | A zsűri nem pontoz.                                | Finalista                                          |
| Szabó Ádám      | Alexander Rybak - Fairytale                              | 39 pont                                            | Finalista                                          |
| László Attila   | sztárvendége: Balázs Fecó Korál - Hazafelé               | A zsűri nem pontoz.                                | Győztes                                            |
| László Attila   | Máté Péter - Zene nélkül mit érek én                     | 39 pont                                            | Győztes                                            |
| Appril Project  | sztárvendégük: Rippel testvérek tánc                     | A zsűri nem pontoz.                                | Finalista                                          |
| Appril Project  | tánc                                                     | 40 pont                                            | Finalista                                          |
| Krizbai Teca    | sztárvendége: Edda Művek - Álmodtam egy világot magamnak | A zsűri nem pontoz.                                | Finalista                                          |
| Krizbai Teca    | Gloria Gaynor - I Will Survive                           | 36 pont                                            | Finalista                                          |
| Vendégelőadó(k) | Geszti Péter és a Gringo Sztár - Télen-nyáron nyár       | Geszti Péter és a Gringo Sztár - Télen-nyáron nyár | Geszti Péter és a Gringo Sztár - Télen-nyáron nyár |
| Vendégelőadó(k) | Nagy Feró és a Beatrice - Vidámság és Rock N Roll        |                                                    |                                                    |

## Nézettség
A nézettségi adatok a teljes lakosságra vonatkoznak. 
| Epizód        | Vetítés           | Nézők     | Arány (%) | Heti helyezés | Forrás |
| ------------- | ----------------- | --------- | --------- | ------------- | ------ |
| 1. válogató   | 2011. április 2.  | 2 280 350 | 47,3      | 1.            | [ 2 ]  |
| 2. válogató   | 2011. április 9.  | 2 352 869 | 47,8      | 1.            | [ 3 ]  |
| 3. válogató   | 2011. április 16. | 2 332 146 | 47,6      | 1.            | [ 4 ]  |
| 1. középdöntő | 2011. április 23. | 1 880 903 | 44,4      | 1.            | [ 5 ]  |
| 2. középdöntő | 2011. április 30. | 1 954 403 | 45,7      | 2.            | [ 6 ]  |
| 1. döntő      | 2011. május 7.    | 1 960 633 | 44,4      | 2.            | [ 7 ]  |
| 2. döntő      | 2011. május 14.   | 1 578 440 | 39,6      | 3.            | [ 8 ]  |
| 3. döntő      | 2011. május 21.   | 1 839 979 | 43,5      | 1.            | [ 9 ]  |
| 4. döntő      | 2011. május 28.   | 1 735 686 | 39,2      | 1.            | [ 10 ] |
| Finálé        | 2011. június 4.   | 2 095 208 | 49,9      | 1.            | [ 11 ] |